# Wurfbeil (Waffe)
Das Wurfbeil ist eine der Streitaxt ähnliche Wurfwaffe des Spätmittelalters und der Renaissance. Seine spezielle, meist vollständig aus Stahl gefertigte Form ist nicht mit anderen Wurfäxten wie der Franziska zu verwechseln.

## Beschreibung
Das Wurfbeil entstand im späten 14. oder frühen 15. Jahrhundert und wurde mutmaßlich zunächst bei den Hussiten, später aber vor allem im Heiligen Römischen Reich und in Ungarn verwendet. Üblicherweise handelte es sich um eine kurze, ganz aus Stahl geschmiedete Waffe ohne hölzernen Schaft. An einer geschwungenen Beilschneide schloss sich ein schmaler, zum Ende hin spitz zulaufender Handgriff an. Häufig war das Beil zudem mit mehreren Stoß- bzw. Schlagdornen versehen. Erhaltene Originale verfügen zudem manchmal über einen Gürtelhaken. Ein entsprechender Fund eines Wurfbeils aus dem späten 15. Jahrhundert stammt aus Nürnberg (1885 am Wöhrder Talübergang beim Brückenbau gefunden) und befindet sich heute im Kaiserburgmuseum. Die Hauptverwendung des Wurfbeiles begründete sich als Distanzwaffe, doch konnte es notfalls auch als Nahkampfwaffe oder als Werkzeug verwendet werden. Der schmale Handgriff sorgte für eine günstige Rotation beim Wurf, sein angespitztes Ende sowie die zusätzlich zur Beilschneide angebrachten Dorne ermöglichten ein Treffen des Ziels mit allen Seiten der Waffe.
Bildliche Darstellungen des Wurfbeils finden sich unter anderem in den Werken Albrecht Dürers. Dürer bildete teils auch seltene Sonderformen mit hölzernem Handgriff ab, immer in Verbindung mit Bauern oder einfachen Soldaten. Entsprechende Wurfbeile wurden entweder mittels einer Tülle oder eines in den Holzschaft eingeschlagenen Eisendorns geschäftet. Das Wurfbeil kam im Verlauf des 16. Jahrhunderts außer Gebrauch.
Dem spätmittelalterlichen Wurfbeil ähnliche Waffen finden sich im Bereich des Axtwerfens auf Mittelaltermärkten sowie im Natursport.

## Terminologie
Im Englischen wird das Wurfbeil heute meist als Hurlbat oder hurling hatchet bezeichnet. In historischen Wörterbüchern wird der Hurlbat hingegen als Schlaghandschuh bzw. antiker Schlagriemen (Cestus) bezeichnet, wobei to hurl mit schlagen, schleudern und werfen übersetzt werden kann. Auch wird der Begriff Hurlbat heute häufig auf das Wurfkreuz bezogen.